# Сорокин, Андрей Алексеевич (военный)
Андре́й Алексе́евич Соро́кин (25 марта 1905, с. Гадалей, ныне Тулунский район Иркутской области СССР — 27 октября 1944, Галамбош, Венгрия) — участник Великой Отечественной войны, Герой Советского Союза.

## Биография
Родился в крестьянской семье. Окончил начальную школу, жил в селе Баргузин Бурятской АССР, затем в городе Джамбул, где работал фрезеровщиком на сахарном заводе.
В 1942 году призван в Красную Армию, в том же году попал на фронт.
Служил наводчиком орудия в 144-м гвардейском стрелковом полку (49-я гвардейская стрелковая дивизия).
В бою у станции Галамбош 27 октября 1944 года подбил танк и уничтожил до 20 солдат противника. Был тяжело ранен, но продолжал бой даже оставшись в одиночестве. Погиб в этом бою.
Похоронен в деревне Ясен Тласло (Венгрия).

## Награды
- Герой Советского Союза (24 марта 1945 года, посмертно);
- Орден Ленина (24 марта 1945 года, посмертно);
- медаль «За отвагу» (20 декабря 1943 года).

## Память
- Был зачислен навечно в списки воинской части.
- Именем Андрея Сорокина были названы улицы в городах Галамбош и Тараз, в последнем была установлена мемориальная доска.
- В Иркутске увековечен в мемориале павшим бойцам.